# Reddick-Nunatak
Der Reddick-Nunatak ist ein Nunatak im westantarktischen Marie-Byrd-Land. Im östlichen Teil der zu den Ford Ranges gehörenden Phillips Mountains ragt er 13 km ostnordöstlich des Mount Carbone auf.
Der United States Geological Survey kartierte ihn anhand eigener Vermessungen und Luftaufnahmen der United States Navy aus den Jahren von 1959 bis 1965. Das Advisory Committee on Antarctic Names benannte ihn im Jahr 1970 nach Warren W. Reddick Jr., Bauelektriker auf der Byrd-Station im Jahr 1967.